# Hierodula membranacea
Hierodula membranacea är en bönsyrseart som beskrevs av Hermann Burmeister 1838. Hierodula membranacea ingår i släktet Hierodula och familjen Mantidae. Inga underarter finns listade i Catalogue of Life.

## Bildgalleri

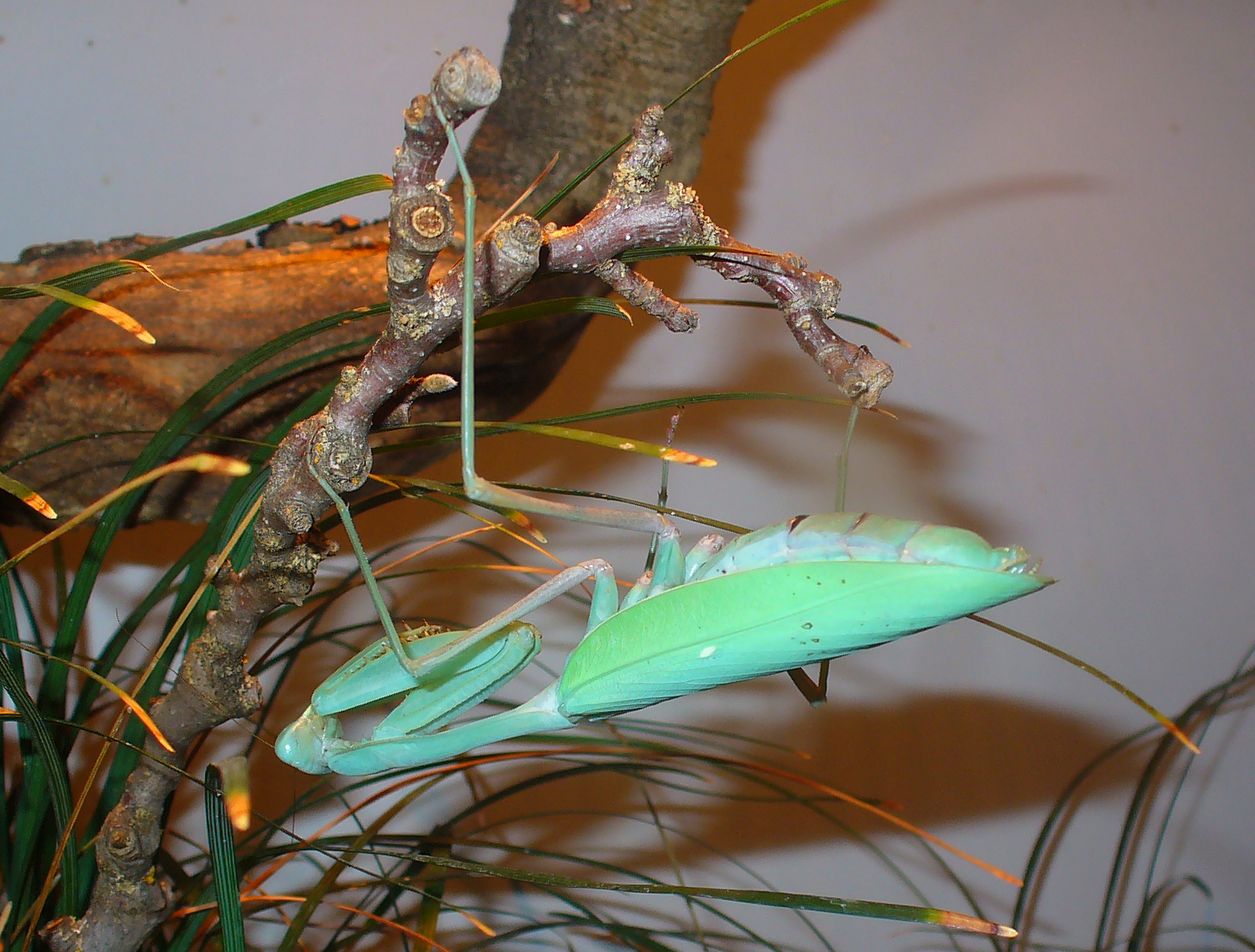
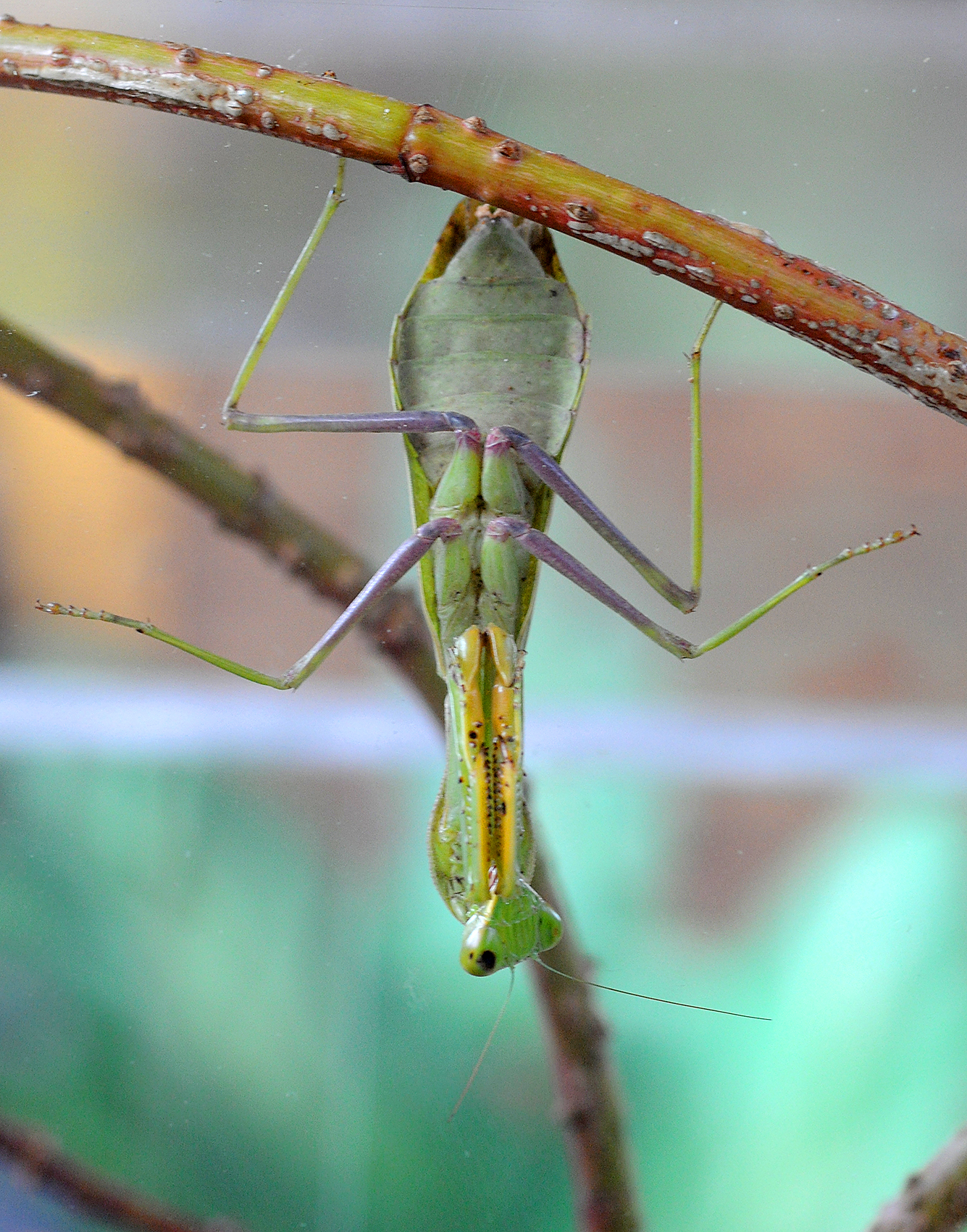
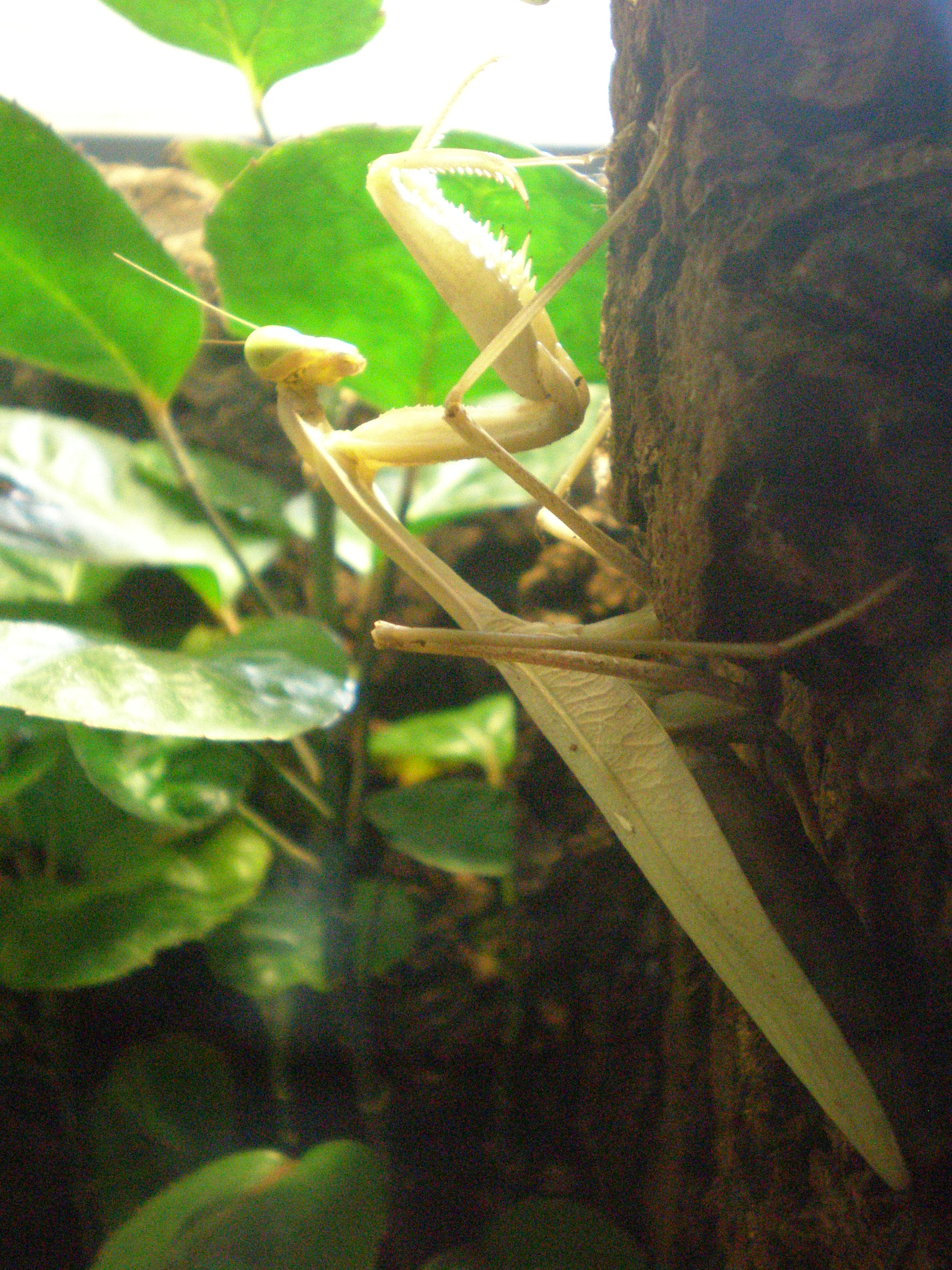
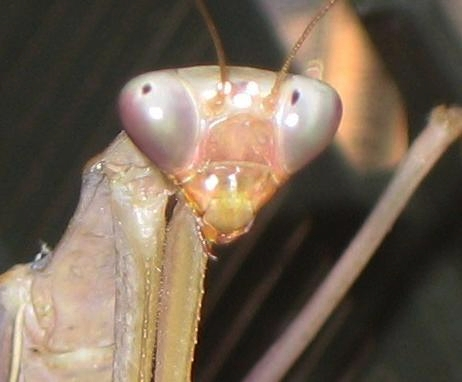